# Сатурационно гмуркане
Сатурационното спускане е техника в гмуркането, която позволява на водолазите да намалят риска от декомпресионна болест, когато работят на голяма дълбочина за дълъг период от време.

## Декомпресионна болест
Декомпресионната болест бива причинена, когато водолаз с голямо количество инертен газ в телесните тъкани бива декомпресиран до налягане, при което газът образува мехурчета, които на свой ред могат да блокират кръвоносните съдове или да повредят обграждащите ги клетки. Такъв риск крие всяка декомпресия и намаляването броя на декомпресиите понижава и риска от декомпресионна болест.

## Гмуркане
При сатурационното гмуркане се използва фактът, че усвояването на газове от организма при повишено налягане е ограничено. След определено време, прекарано при високо водно налягане, тъканите биват наситени и увеличаване на времето под вода не води до увеличаване на декомпресионното време. Тъй като декомпресионното време при гмуркане на дълбочина от например 200 м възлиза на период от до 7 дни, то не може да бъде прекарано във вода. За целта се използват барокамери, които симулират постепенно изкачване с около 30 м на ден.
Поддържането на сатурацията на организма може да трае до няколко седмици, в рамките на които водолазите биват декомпресирани до нивото на повърхностното налягане само веднъж, след окончателното приключване на работа им под вода. По този начин при намаляване броя на декомпресиите, значително се понижава и рискът от декомпресионна болест.